# Monumento al Gran Capitán (Córdoba)
El monumento al Gran Capitán es una obra dedicada a Gonzalo Fernández de Córdoba "El Gran Capitán", ubicada en la plaza de las Tendillas de la ciudad española de Córdoba. Se trata de una escultura ecuestre en bronce, con excepción de la cabeza, labrada en mármol blanco. Fue realizada por el cordobés Mateo Inurria en 1923, aunque se trasladó a su ubicación actual en 1927.

## Historia

### Proyectos(1897, 1909 y definitivo en 1915)
El primer intento de homenaje al Gran Capitán surgió en 1842 por la Real Academia de Córdoba.
Desde finales del siglo XIX el Ayuntamiento de Córdoba venía pensando la posibilidad de erigir un monumento en conmemoración del Gran Capitán, fundamentalmente debido a la avenida que venía realizando en la parte oeste de la ciudad. El primer proyecto encargado al escultor Mateo Inurria data de 1897, mientras que, una vez inaugurado el primer tramo de la avenida del Gran Capitán el 5 de junio de 1907, se recuperó el empuje inicial del proyecto, realizándose otro proyecto en 1909.

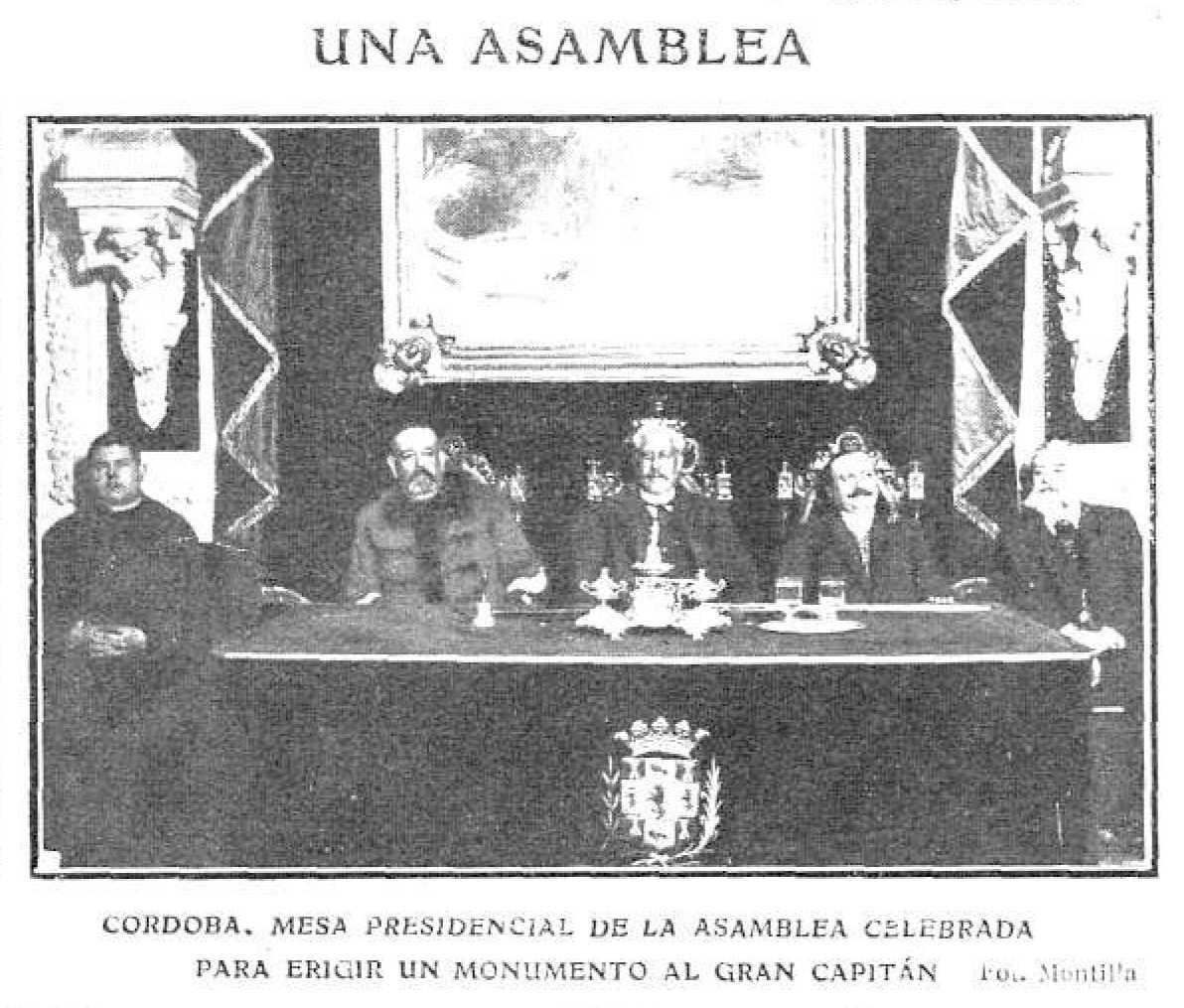
Córdoba. Mesa presidencial de la asamblea celebrada para erigir un monumento al Gran Capitán (marzo de 1909).

Antonio García Pérez, capitán y profesor de la Academia de Infantería de Toledo, comenzó un alegato reclamando para Córdoba la celebración del IV Centenario del fallecimiento del Gran Capitán, encontrándose entre otras, la colocación de un monumento en la intersección de la avenida del Gran Capitán y la creación de una comisión que se encargara de la construcción del mismo. Los siguientes años fueron de trabajo por parte de Mateo Inurria en el monumento, mientras que, desde la Comisión, no se volvía a tomar con insistencia el tema, hasta la confirmación de la celebración del IV Centenario de la muerte del Gran Capitán en 1915, cuando el Gobierno español adjudicó a Córdoba la celebración del Centenario tras disputárselo con Granada. Por lo tanto, Mateo Inurria realizó el último y definitivo proyecto para el monumento ese año.

### Recaudación de fondos(1915-23)

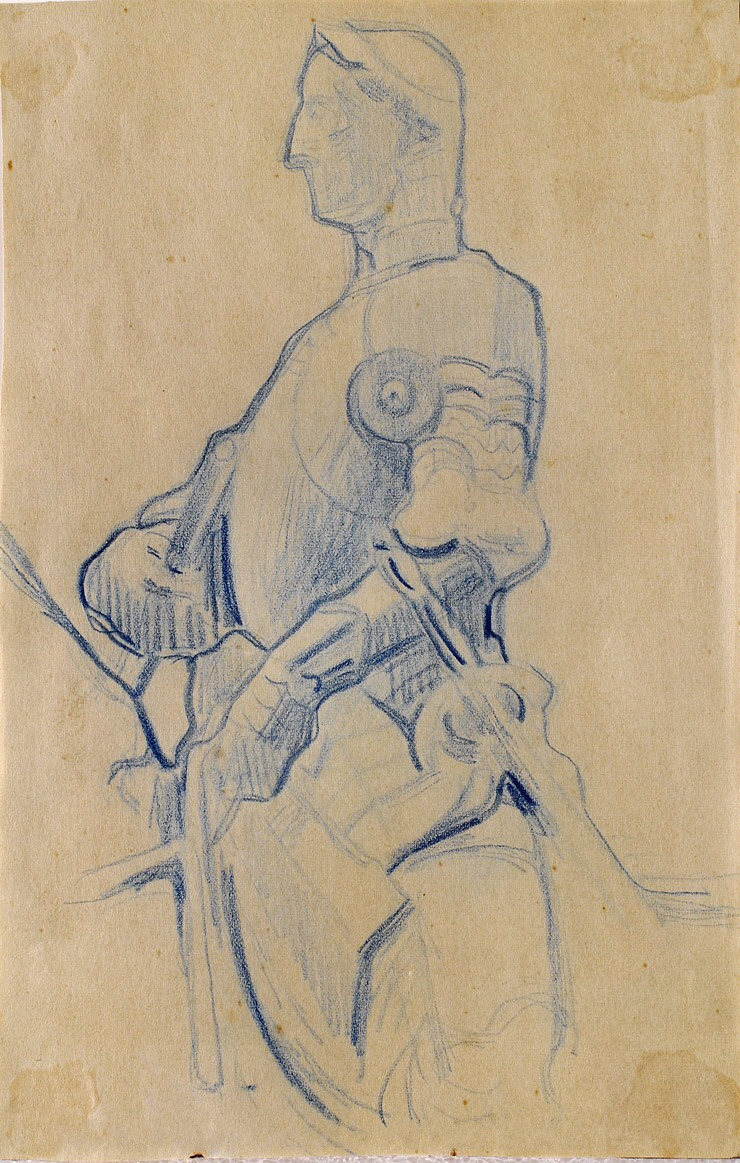
Boceto de Mateo Inurria del Monumento al Gran Capitán (Museo de Bellas Artes de Córdoba).

Para la recaudación de fondos se siguió el modelo empleado en Madrid de la apertura de una suscripción popular para sufragar los gastos del Monumento a Emilio Castelar. De esta manera, el 4 de enero de 1915 se abre la suscripción popular promonumento y el alcalde Enríquez Barrios firma con el escultor el 13 de febrero, por la cual se quedaba el precio fijado en 100 000 pesetas que se le harían efectivas en tres plazos. No obstante, el escultor no recibió todo el sueldo en vida y, tras su muerte en 1924, el Ayuntamiento hizo cuentas con sus herederos.
El Ayuntamiento de Córdoba, el ejército, donaciones individuales, donaciones de asociaciones culturales, así como ayuntamientos de la provincia, fueron los que suscribieron en su mayor medida la propia suscripción. Sin embargo, la suscripción popular nunca llegó a sumar las 100 000 pesetas, lo que hizo que se creara una subcomisión para conseguir más fondos, objetivo que no llegó a buen puerto. A pesar de que el 2 de marzo de 1915 comienzan los trabajos de cimentación del monumento que no pudieron continuarse debido a la no recaudación de fondos.

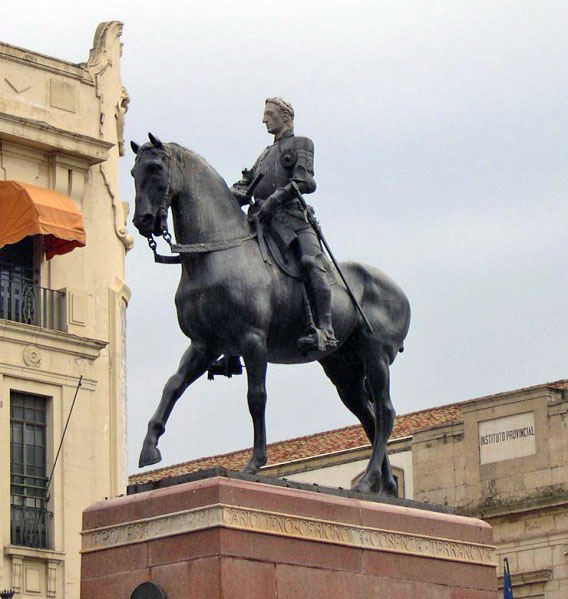
Vista lateral.

En 1920, se renuevan los deseos del Ayuntamiento por conseguir la erección del monumento, pero de nuevo la escasez de fondos por parte del consistorio hizo que pasaran los años sin que pudieran conseguirse los fondos necesarios. 

### Inauguración y traslado
Hasta la llegada del año 1923 no se pudieron conseguir los fondos necesarios para poder costear el monumento. Por lo tanto, el Monumento al Gran Capitán se inaugura el 15 de noviembre de 1923, situándose originalmente en el cruce de la avenida del Gran Capitán y de Ronda de los Tejares. A la inauguración acudieron los infantes Carlos de Borbón-Dos Sicilias y su esposa Luisa de Orleans, así como Luis Bermúdez de Castro, responsable de Guerra de la dictadura de Primo de Rivera.
Sin embargo, el paso de los años había hecho que la configuración de la avenida de Canalejas (Ronda de los Tejares) se llenara de vehículos y que el monumento dificultara su tránsito. Por lo que el arquitecto municipal Félix Hernández elaboró un proyecto en la nueva plaza de las Tendillas para la incorporación del monumento. Así pues, en el año 1927 se trasladó a la plaza de las Tendillas, contando con la oposición vecinal que no aprobó el cambio de ubicación.

## Restauraciones
Durante el siglo XX hubo diferentes reformas de la fuente que rodea al monumento, siendo la actual, la reforma del año 1999. En aquel momento se planteó la idea de regresar al monumento a Ronda de Tejares o a trasladarlo dentro de la misma plaza, aunque ambas ideas quedaron descartadas.
En octubre de 2003, el monumento sufrió una profunda restauración donde se le aplicaron barniz y capas de protección, con un coste en la intervención de 27 106 euros, con cargo al Plan de Excelencia Turístico. El día 23 de diciembre de 2003 se reinaugura por parte de la alcaldesa Rosa Aguilar.

## Leyendas
Una de las más extendidas leyendas que circulan en Córdoba sobre el monumento al Gran Capitán, trata sobre la cabeza que incluye la estatua es la cabeza del torero Lagartijo. Nada más lejos de la realidad. El profesor Ramón Montes señaló la causa de la diferencia material y cromática entre la cabeza y el resto de la escultura:

La figura ecuestre está realizada en bronce, a excepción de la cabeza que es de mármol blanco. Recurso éste, que utilizó Inurria para contrastar y darle una más genuina expresión. Sobre la base de este hecho, existe un bulo según el cual la cabeza del Gran Capitán es la de Lagartijo. Nada más lejano a la realidad. Existen expuestas ambas cabezas, en bronce, en el Museo de Bellas Artes, en donde puede comprobarse el error.
Página 386, tomo III de la obra CORDOBA, editorial GEVER, 1988.

En la misma línea se manifestó José María Palencia Cerezo en uno de los más completos estudios realizados hasta la fecha sobre el monumento:

(...) no existe al respecto ningún tipo de testimonio documental ni literario que pueda llevar a plantearlo. En segundo, porque sobre el particular nada se recoge en el contrato firmado en 1915 con el Ayuntamiento de Córdoba. Y por último, porque de haber procedido en tal sentido, Inurria hubiera navegado contracorriente, convirtiendo una de sus obras más emblemáticas en un pastiche sin sentido de época.
El Gran Capitán de Córdoba a Italia al Servicio del rey. En el capítulo El Monumento al Gran Capitán de Córdoba. José María Palencia Cerezo.

En realidad, el modelo para la cabeza fue un organista de la iglesia de San Nicolás de la Villa.